# Monte Sambuco
Monte Sambuco este o arie protejată (arie specială de conservare — SAC, sit de importanță comunitară — SCI) din Italia întinsă pe o suprafață de 7.892 ha, integral pe uscat.

## Localizare
Centrul sitului Monte Sambuco este situat la coordonatele 41°33′14″N 15°02′47″E / 41.553889°N 15.046389°E.

## Înființare
Situl Monte Sambuco a fost declarat sit de importanță comunitară în iunie 1995 pentru a proteja 1 specie de plante și 22 de specii de animale. Situl a fost protejat și ca arie specială de conservare în martie 2018.

## Biodiversitate
Situată în ecoregiunea mediteraneană, aria protejată conține 6 habitate naturale: Păduri panonice-balcanice de stejar turcesc - stejar sesil, Râuri mediteraneene cu debit permanent cu specii de Paspalo-Agrostidion și galerii riverane de Salix și de Populus alba, Pajiști uscate seminaturale și facies de acoperire cu tufișuri pe substraturi calcaroase (Festuco-Brometalia) (* situri importante pentru orhidee), Iazuri temporare mediteraneene, Păduri de stejar alb estice, Râuri mediteraneene cu debit permanent și vegetație de Glaucium flavum.
La baza desemnării sitului se află mai multe specii protejate:
- plante (1): Stipa austroitalica
- păsări (19): uliu păsărar (Accipiter nisus), ciocârlie-de-câmp (Alauda arvensis), caprimulg (Caprimulgus europaeus), ciocănitoare pestriță mare (Dendrocopos major), muscar-gulerat (Ficedula albicollis), capîntortură (Jynx torquilla), sfrâncioc roșiatic (Lanius collurio), gaia neagră (Milvus migrans), gaia roșie (Milvus milvus), pitulice sfârâitoare (Phylloscopus sibilatrix), ciocănitoarea verde (Picus viridis), pițigoi sur (Poecile palustris), sitar de pădure (Scolopax rusticola), turturică (Streptopelia turtur), huhurez mic (Strix aluco), silvie de câmp (Sylvia communis), mierlă (Turdus merula), sturz-cântător (Turdus philomelos), sturz (Turdus pilaris)
- amfibieni (1): Bombina pachypus
- mamifere (1): lupul (Canis lupus)
- reptile (1): șarpele cu patru dungi (Elaphe quatuorlineata)

Pe lângă speciile protejate, pe teritoriul sitului au mai fost identificate 5 specii de plante, 1 specie de amfibieni, 5 specii de reptile.